# Codru Butesii, Maramureș
Codru Butesii (în maghiară Kodrulytelep) este un sat ce aparține orașului Șomcuta Mare din județul Maramureș, Transilvania, România.

## Istoric
Prima atestare documentară: 1909 (Codru). 

## Etimologie
Etimologia numelui localității: din numele topic Codru (< subst. codru „pădure” < lat. quodrum) + Buteasa (din n.fam. But, Bute sau Butean + suf. -easa). 

## Demografie
La recensământul din 2011, populația era de 259 locuitori. 

## Monument istoric
- Biserica de lemn „Sf. Arhangheli Mihail și Gavril” (sec. XIX).